# بنجر الدوسري
بنجر محمد الدوسري (مواليد 8 أغسطس 1981) هو حكم كرة قدم قطري. وهو حكم دولي معتمد من قبل الفيفا.
ينشط في إدارة مباريات كأس الاتحاد الآسيوي وتصفيات كأس العالم لكرة القدم 2014.